# 霍比特人：意外之旅
《霍比特人：意外之旅》（英語：The Hobbit: An Unexpected Journey）是奇幻冒險史诗電影《霍比特人电影系列》的首部，为魔戒電影三部曲的前传，依然由彼得·杰克逊执导。改编自J·R·R·托尔金于1937年发表的同名小说。2012年12月12日于新西兰等地上映。
伊利亞·伍德、馬丁·費里曼和伊恩·麥克連担纲主演。Weta Workshop公司负责美术与艺术设计，特效依旧由维塔数码负责制作，霍華德·肖负责作曲配乐。

## 剧情
《霍比特人》電影三部曲發生在《魔戒》故事60年前的中土大陸；講述霍比特人比爾博·巴金斯被迫捲入向巨龍史矛革宣戰，收復孤山矮人王國的冒險之旅。在灰袍巫師甘道夫的慫恿下，內心喜愛冒險的他加入了由矮人傳奇戰士索林·橡木盾帶領的十三矮人兵團。
與此同時，居住在幽暗密林的褐袍巫師瑞達加斯特開始察覺到森林中的異樣，一群巨型蜘蛛圍攻他的住所羅斯加堡，瑞達加斯特追蹤蜘蛛來到森林內的老堡壘多爾哥多調查，見到其中居住著一個力量強大到可召喚亡靈的死靈法師，瑞達加斯特隨即被蝙蝠群趕出，他懷疑死靈法師就是早已被消滅的黑暗魔君索倫，於是急忙趕去找甘道夫。
矮人遠征軍進入荒野，差點成為三隻食人妖的盤中餐，幸虧甘道夫及時趕到用陽光將食人妖化為石像。一行人在這時遇到了瑞達加斯特，瑞達加斯特講述了他的見聞，並將自多爾哥多取得的魔窟劍交與甘道夫；這時遠征軍突然遭到半獸人與座狼部隊的攻擊，瑞達加斯特駕著由羅斯加堡野兔拉的木橇引開敵人，遠征軍得以脫離險境，抵達精靈族的國度——瑞文戴爾。精靈王愛隆設宴招待矮人遠征軍，並為索林解開了孤山地圖裡隱藏的月之文字，指出孤山密門唯有在「都靈之日」才會開啟。同時甘道夫還與愛隆、凱蘭崔爾女王、白袍巫師薩魯曼等人召開聖白會議，商討有關死靈法師事宜，薩魯曼斷然認定索倫不可能再生，並反對矮人收復孤山的遠征，但凱蘭崔爾並不這麼認為。
索林·橡木盾在沒有等待甘道夫的情況下就領著大家離開了瑞文戴爾、繼續旅程，一行人打算翻越迷霧山脈，但在中途落入了地底邪惡生物哥布林所設下的陷阱，比爾博幸運逃脫，却在地底拾獲了一枚魔戒，這枚簡單的金戒指隱藏著意想不到的力量，更影響整個中土大陸的命運。
隨即比爾博遇上了魔戒的持有者——咕嚕，為了尋找洞穴的出口，比爾博被迫與咕嚕展開猜謎遊戲鬥智，但咕嚕在找不到魔戒後猜到是比爾博拿走魔戒，於是對比爾博展開攻擊，比爾博在逃跑過程中意外戴上魔戒隱身，並跟在咕嚕身後找到出口。
甘道夫趕來拯救了被哥布林圍困的矮人部隊，一起逃出洞穴，並與比爾博會合。然而禍不單行，一行人再度被半獸人追上，半獸人追捕矮人至懸崖邊，半獸人首領阿索格誓要拿下索林人頭報仇，與索林決戰，在索林接近死亡之際，比爾博鼓起勇氣抵禦半獸人以保護索林，在千鈞一髮之時，甘道夫招喚的巨鷹抵達，帶著甘道夫及矮人們逃離險境。

## 演员
- 伊利亚·伍德 飾 佛罗多·巴金斯
- 馬丁·費里曼 飾 比爾博·巴金斯
- 伊恩·霍姆 飾 老年的比爾博·巴金斯
- 伊恩·麥克連 飾 甘道夫
- 理查德·阿米塔格 飾 索林·橡木盾
- 安迪·瑟克斯 飾 咕嚕
- 班奈狄克·康柏拜區（動作、表情模擬捕捉）模擬 史矛革
- 葛拉罕·麥克塔維什 飾 德瓦林
- 肯·史考特（英语：Ken Stott） 飾 巴林
- 埃丹·特納 飾 奇力
- 狄恩·歐葛曼（英语：Dean O'Gorman） 飾 菲力
- 馬克·哈德洛 飾 朵力
- 傑德·布拉非 飾 諾力
- 亞當·布朗（英语：Adam Brown (actor)） 飾 歐力
- 約翰·卡倫 飾 歐音
- 彼得·漢柏頓 飾 葛羅音
- 威廉·基契爾 飾 畢佛
- 詹姆斯·内斯比特 飾 波佛
- 史蒂芬·杭特 飾 龐伯
- 雨果·威明 飾 愛隆
- 克里斯多福·李 飾 薩魯曼
- 李·培斯 飾 瑟蘭督伊
- 史蒂芬·弗莱 飾 長湖鎮鎮長
- 巴里·漢弗萊斯（英语：Barry Humphries） 飾 哥布林王
- 凱特·布蘭琪 飾 凱蘭崔爾
- 西爾維斯特·麥考伊 飾 瑞達加斯特
- 傑佛瑞·湯瑪斯（英语：Jeffrey Thomas (actor)） 飾 戛米勒·日拉克
- 麥克·麥茲拉西（Michael Mizrahi） 飾 索恩二世
- 马努·贝内特 飾 阿索格
- 約翰·羅爾斯（英语：John Rawls (actor)） 飾 Yazneg
- 柯南·史蒂芬斯（英语：Conan Stevens） 飾 波格
- 布烈特·麥肯錫（英语：Bret McKenzie） 飾 Lindir（英语：Figwit）

## 制作
《霍比特人电影系列》于2011年3月21日在新西兰开始拍摄。至2012年7月6日杀青，共历经了266个拍摄日(其中127天的外景拍摄)。

## 市場行銷

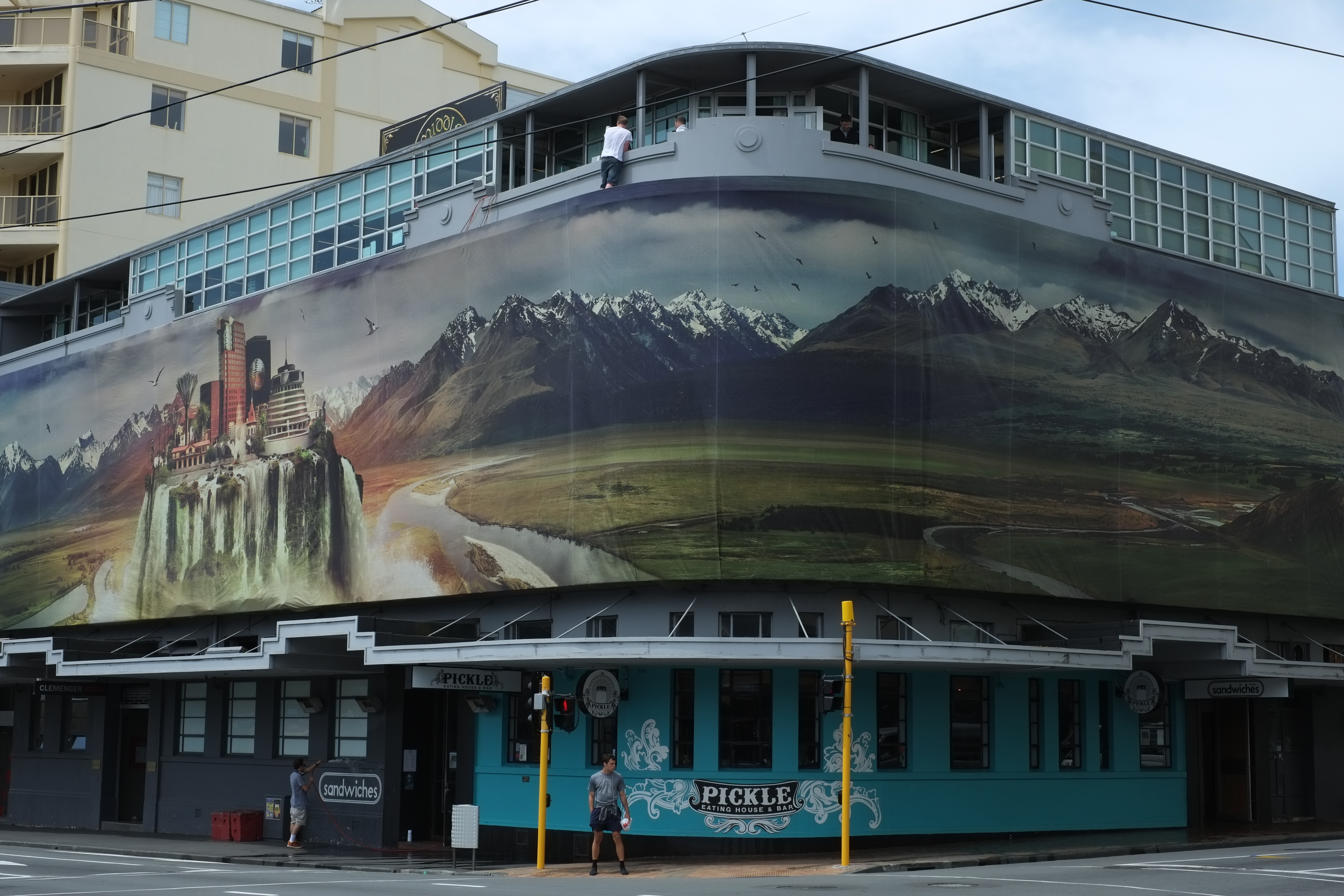
紐西蘭首都威靈頓為宣傳本片而懸掛的海報。

2011年12月21日，《意外旅程》的首部预告片在美国首次放映，并于同一天在互联网上发布。《洛杉矶时报》的杰夫·布说，“虽然这一切都太过短暂，但其中的内容足以激起粉丝的心”。
彼得·傑克森、馬丁·費里曼、伊恩·麥克連、理查德·阿米塔格、安迪·瑟克斯、伊利亞·伍德和聯合編劇菲利帕·鮑恩斯出席了2012年的聖地亞哥國際動漫展推廣本片，並放映了12分鐘的電影片段。
在本片全球首映前，紐西蘭政府便極力配合電影公司於紐西蘭全力行銷本片，自2012年8月起開始推行「中土世界改造計劃」，威靈頓的懷唐伊公園被改裝為一個哈比人市場。而紐西蘭航空的飛機機身上皆彩繪了電影中的角色，還推出了一個特別的飛安短片《意外解說》作為宣傳，片中有著打扮成巫師、哈比人、戒靈等中土世界生物的空服人員和旅客。
2012年10月8日，威靈頓市長西莉娅·韋德·布朗宣布在《意外旅程》上映的前一週，威靈頓將正式更名為「中土中心」（The Middle of Middle-Earth）。

## 发行

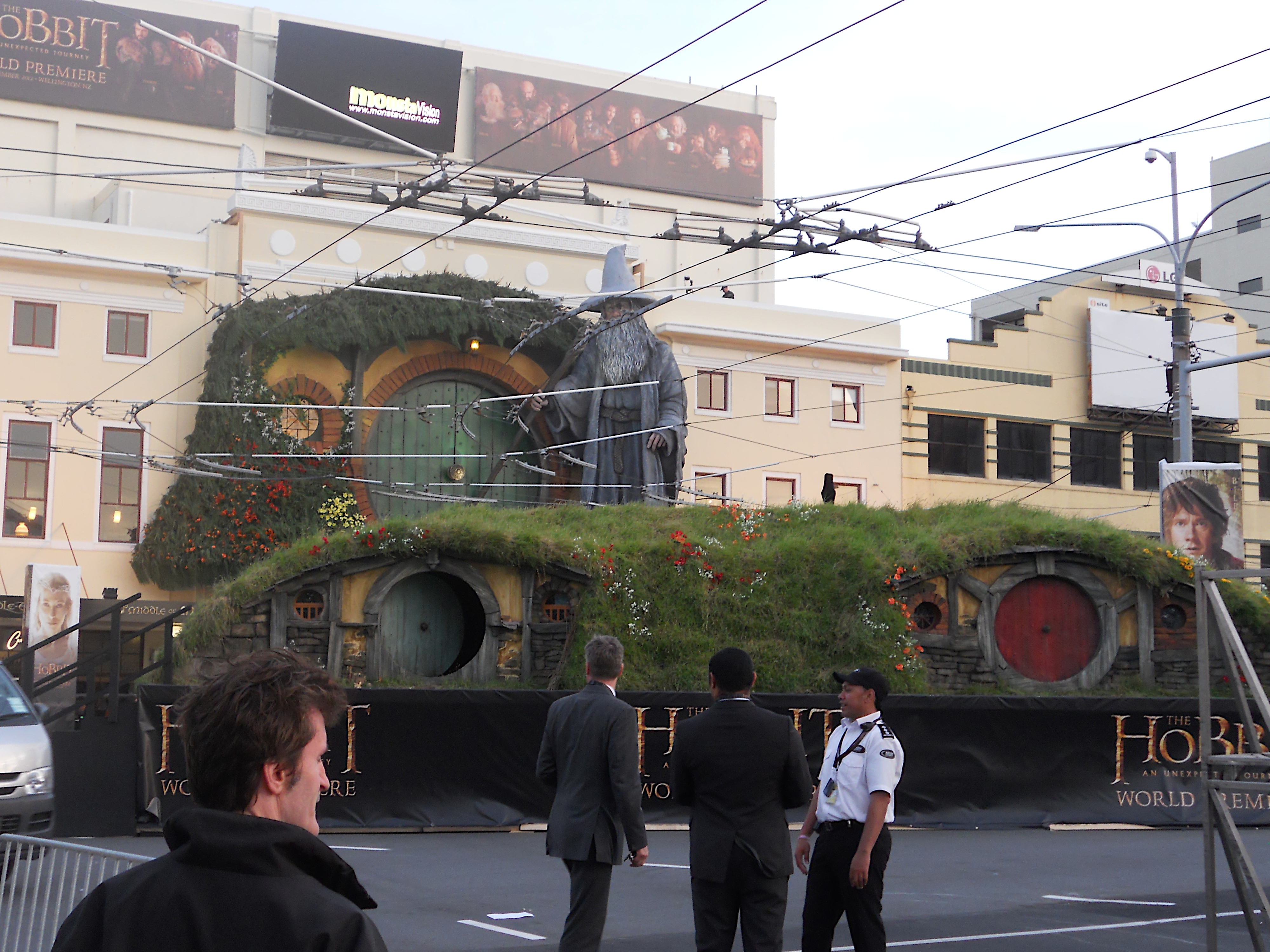
本片於威靈頓全球首映時使館劇院的外景佈置。

首部于2012年11月28日在新西兰首都惠灵顿举行盛大全球首映，12月14日正式上映。《哈比人》用上一秒48格的3D鏡頭拍攝，比正常24格快了一倍。有觀眾看後出現頭暈眼花及偏頭痛症狀。

### 评价
在烂番茄网站上根据267个专业评论有65%的好评度，平均得分6.6。在Metacritic上40家媒体的综评为58分，主要的争议点是影片的长度和高帧數的拍摄技法，以及与魔戒电影三部曲品质的比较；此外影片的视觉特效、配乐和演员表演都获得称赞。
《哈比人》中國新譯本譯者、上海外国语大学高级翻译学院副教授吴剛表示，電影和原著各有其看頭，不過電影因節奏所需而省略了原著的不少內容。

### 票房
《意外旅程》美国首映票房达到惊人的3715万，大大地超过2003年《王者归来》。首周末收获8477.5万美元，创造了12月份的最高开画记录。次周末收获3670万蝉联冠军，累计1.5亿。第三周末收获3292万实现三连冠，累计2.216亿。第四周末收获1752万排行第三位，累计2.63亿。到第四周结束累计达到2.76。最终北美收获3.03亿，其他国际地区累计7.14亿，《霍比特人1》创造了巨额票房，（德国8885万）、法国（4135万）、英国（7866万）、俄国（4385万）、澳大利亚（4397万）.全球票房为10.17亿美元，成为2012年度票房第四高的电影，也是影史上票房第34高的作品(截止至2018/7/10)。
中国大陆首周（三天）票房1.15亿元人民币，最终成绩超过3亿。
| 上一届： 《007天幕杀机》      | 2012年美國週末票房冠軍 第50、51、52周 | 下一届： 德州電鋸殺人狂3D     |
| 上一届： 《少年PI的奇幻漂流》 | 2012年台北週末票房冠軍 第50周         | 下一届： 《少年PI的奇幻漂流》 |

## 奖项
获得第85届奥斯卡金像奖三项提名
- 最佳视觉效果：Joe Letteri, Eric Saindon, David Clayton 与 R. Christopher White
- 最佳艺术指导：丹·漢納，拉·文森特与 西門·布萊特
- 最佳化妆：彼得·金, Rick Findlater 与 Tami Lane